# Guillaume d’Ornano
Guillaume d’Ornano (ur. 25 czerwca 1898 w Tours, zm. w 1985 w Paryżu) – francuski hrabia, dyplomata, polityk i przemysłowiec.
Potomek Bonapartów, rodu Ornano, który wydał trzech marszałków Francji, prawnuk Marii Walewskiej Guillaume urodził się jako trzeci syn ziemianina hr. Alfonsa Antoniego d’Ornano (1848-1908) i ks. Marii Colonna d’Istria (1857-1920). Nauki pobierał w Ecole de Pont-Levoy i na wydziale prawa paryskiej Sorbony, gdzie uzyskał dyplom licencjata prawa. W roku 1920 wstąpił do francuskiej służby dyplomatycznej i otrzymał posadę attaché w ambasadzie Republiki Francuskiej w Warszawie. W czasie pobytu w Polsce poznał Elżbietę z Michalskich h. Trzaska na Mełgwi (1901-1954), którą poślubił 21 maja 1921 roku w Warszawie. Urodziło im się dwóch synów: Michel (1924) i Hubert (1926).
Około 1924 roku Ornano powrócił do Francji, gdzie został wybrany merem miejscowości Moulins-sur-Céphons. Około roku 1931 wycofał się ze służby państwowej i objął funkcję generalnego dyrektora firmy kosmetycznej Societé Coty.
Armand Petitjean w roku 1935 założył wraz z paroma wspólnikami, między innymi z Guillaume'em d’Ornano, firmę kosmetyczną – Societé Lancôme – której był przez długie lata generalnym dyrektorem.
W czasie okupacji niemieckiej współpracował z ruchem oporu (Résistance), za co po wojnie otrzymał Croix de Guerre 1939-1945. W roku 1946 wraz z synami założył własną firmę kosmetyczną Jean d’Albret-Orlane, do jego śmierci w posiadaniu rodziny (obecnie rodzina posiada Sisley SA). W latach 1946–1974 był jej generalnym dyrektorem, pełniąc jednocześnie funkcję wiceprezesa Narodowego Związku Producentów Perfum.
Hrabia Guillaume interesował się bardzo sportem jazdy konnej, posiadał własną stadninę koni czystej krwi i szkołę tresowania wierzchowców. Po jego śmierci ufundowano nagrodę Prix Guillaume d’Ornano (130 000 euro), przyznawaną właścicielowi najlepszego konia wyścigowego roku.